# Kola Donja
Kola Donja (szerbül: Кола Доња), falu Banja Luka községben, Bosznia-Hercegovinában, Bosanska krajina területén, a Szerb Köztársaságban. 

## Fekvése
Bosznia-Hercegovina északi részén, Banja Luka központjától légvonalban 6, közúton 10 km-re délnyugatra, a Piskovica-hegység keleti részén, a Surtolija-patak völgye feletti dombokon, 280-410 méteres magasságban fekszik. Több településrészből áll.

## Népessége
| Nemzetiségi csoport | Népesség 1991 | Népesség 2013 |
| ------------------- | ------------- | ------------- |
| Szerb               | 741           | 403           |
| Bosnyák             | 0             | 0             |
| Horvát              | 1             | 4             |
| Jugoszláv           | 7             | 0             |
| Egyéb               | 8             | 10            |
| Összesen            | 757           | 417           |

## Története
A határában a Čardačište lelőhelyen talált római kori épületalapok tanúsága szerint itt már az ókorban fémmegmunkáló műhely működött. Ennek közelében pedig a középkorban jelentős lakosságú település állt, melynek temetője mintegy száz sírkővel máig fennmaradt.
A település 1878-ig tartozott az Oszmán Birodalomhoz, ekkor a berlini kongresszus határozata alapján az Osztrák-Magyar Monarchia része lett. 1879-ben az első osztrák-magyar népszámlálás során a Banja Luka-i járáshoz tartozó Kola településnek 286 háztartása és 1751 ortodox lakosa volt. 1910-ben a Banja Luka-i járáshoz tartozó Kola településen 338 háztartást, 2485 ortodox, egy katolikus és egy muszlim lakost találtak. A monarchia szétesésével 1918-ban előbb a Szerb-Horvát-Szlovén Királyság, majd 1929-től a Jugoszláv Királyság része. 1921-ben a Kola községnek összesen 358 háztartása és 2347 lakosa volt. Jugoszlávia megszállása után a Független Horvát Állam (NDH) része lett. A második világháború után a szocialista Jugoszláviához tartozott. A daytoni békeszerződést követő területfelosztásnál Banja Luka község részeként a Szerb Köztársaság területéhez került. 

## Nevezetességei
- Čardačište – római fémműves műhely és a Čifutsko Groblje-i középkori temető maradványai. A római műhelyől épület alapfalai és a fém megmunkálásakor keletkezett salak maradt. Korát a 2. – 4. századra tették a szakemberek. Ennek közelében a Čifutsko Groblje temetőben mintegy száz darab, nyugat-keleti és észak-déli tájolású késő középkori stećak sírkő maradt fenn.[4]